# 宣教師の立場
『宣教師の立場 マザー・テレサの理論と実践』（せんきょうしのたちば マザー・テレサのりろんとじっせん、The Missionary Position: Mother Teresa in Theory and Practice）は1995年に刊行されたクリストファー・ヒッチェンズの著作。マザー・テレサの慈善活動を極めて否定的に扱った書籍。彼女を実際は偏狭で、有力者には媚びる姿勢を見せ、金集めに奔走する人物として描写している。リチャード・ドーキンスは『神は妄想である』でマザー・テレサを批判する際に、本書の題をあげている）。ヒッチェンズはチャンネル4のドキュメンタリーHell's Angelでもマザー・テレサ批判を行なっている。

## 評価
本書の刊行元であるVersoは肯定的な書評を載せたメディアとしてIn These Times、The Sunday Times、San Francisco Bay Guardian、ニューヨーク・タイムズをあげている。このうちニューヨーク・タイムズでの書評はブルーノ・マドックスによって書かれた。
米国カトリック連盟のウィリアム・A・ドナヒューは本書を批判し、同団体のウェブサイトに反論文を掲載している。